# Melati Harjo
Melati Harjo is een bestuurslaag in het regentschap Bengkulu Utara van de provincie Bengkulu, Indonesië. Melati Harjo telt 1074 inwoners (volkstelling 2010).